# Quitaque
Quitaque [ˈkɪtᵻkweɪ] är en ort i Briscoe County i Texas. Enligt 2020 års folkräkning hade Quitaque 342 invånare.